# Aeshna crenata
Aeshna crenata – gatunek ważki z rodziny żagnicowatych (Aeshnidae).
Występuje na Syberii aż po Kamczatkę i Sachalin, w Japonii, obu Koreach, w północno-wschodnich Chinach (Mandżuria), w północnoeuropejskiej Rosji, na Białorusi, Litwie, Łotwie i w Finlandii. Rozwija się w oligotroficznych jeziorach śródleśnych.